# وزارت بهداشت اسرائیل
وزارت بهداشت اسرائیل (به عبری: מִשְׂרַד הַבְּרִיאוּת) یک وزارتخانه در کابینه اسرائیل است که سیاستهای خدمات بهداشتی و درمانی کشور را برنامه‌ریزی، نظارت و هماهنگ می‌کند.
این وزارتخانه همچنین از طریق برنامهٔ مراقبت سلامتی در اسرائیل بر بیمارستان‌های عمومی، تیمارستان‌ها و کلینیک‌های ترک اعتیاد مواد مخدر نظارت دارد. موشه اربل وزیر فعلی این وزارتخانه است.

## تاریخ
در ژانویه ۲۰۲۱ وزارتخانه بهداشت اسرائیل با شرکت فایزر قراردادی مشترک امضا کرد که به این شرکت اجازه دسترسی به سوابق الکتریکی شهروندان اسرائیلی را داد تا به این شکل ایمنی و اثربخشی واکسن کووید-۱۹ فایزر–بیوان‌تک را ارزیابی کنند.
در فوریه ۲۰۲۲ این وزارتخانه تمام متخصصان کشور را از ارائه تبدیل‌درمانی به شکل کامل منع کرد.

## تبعیض نژادی
اگرچه عبری و عربی در اسرائیل زبان رسمی محسوب می‌شوند ولی وزارت بهداشت اسرائیل سخنگویی که به زبان عربی مسلط باشد در وزارتخانه ندارد. به گفته کابینه اسرائیل این وزارتخانه ۱۵ کمپین و آژانس تبلیغات بهداشت و حفاظت از محیط زیست دارد که همگی تنها به زبان عبری ارائه خدمات می‌دهند.